# Kostel svaté Kateřiny (Nová Ves u Mladé Vožice)
Kostel svaté Kateřiny v Nové Vsi u Mladé Vožice je kulturní památka České republiky a farní kostel zdejší farnosti.

## Historie
Kostel byl postaven na přelomu 13. a 14. století. Sakristie byla přistavěna dodatečně (po roku 1350). Kostel byl původně byl obklopen hřbitovem. Plebánie v Nové Vsi (tehdy Lazicích) je poprvé písemně doložena v roce 1357, kdy byla součástí vltavotýnského děkanátu.
V 18. století byl kostel upraven v barokním slohu, byla připojena předsíň a jižní kaple. V roce 1808 byla zaklenuta chrámová loď. Kostelní věž dostala současnou podobu v roce 1811.

## Popis
Kostel je jednolodní, původně raně gotický, kněžiště má paprsčitou žebrovou klenbu. Hlavní oltář je barokní – pochází z počátku 18. století. Oltářní obraz sv. Kateřiny namaloval Jan Petr Molitor. Obraz Panny Marie Pomocné v nástavci hlavního oltáře namaloval Antonín Machek. Vybavení jižní kaple je rokokové. V kostele jsou umístěny 4 náhrobní kameny (náhrobníky) ze 16. století – dva na jižní straně kněžiště (figurální náhrobníky Bohuslava Těmína z Těmic a jeho choti Kateřiny z Říčan), a dva náhrobníky v předsíni.